# Blackshades
Blackshades és un tipus de virus troià que els hackers utilitzen per a prendre control remot de computadores infectades. Aquest programa maliciós està dissenyat específicament per atacar computadores que fan servir sistemes operatius de Microsoft Windows. Segons informes oficials dels Estats Units, més de 500.000 sistemes informàtics a tot el món s'han vist infectats per aquest virus.
En 2014, l'Oficina Federal de Investigació (FBI) dels Estats Units va arrestar a centenars de persones que tenien Blackshade en la seva computadora. Segons s'informa, es generava 350 000 dòlars en vendes.

## Funcionalitat
Blackshades infecta els sistemes informàtics descarregant-los en l'ordinador de la víctima quan la víctima accedeix a una pàgina web maliciosa (a vegades descarregant en la computadora de la víctima sense el coneixement de la víctima, la qual cosa es coneix com a descàrrega oculta) també ho fa a través de dispositius d'emmagatzematge extern, com a unitats de memòria USB. Blackshades té la capacitat d'infectar i piratejar diversos ordinadors des del llançament d'un esquer que el pirata informàtic pot fer servir. Es va llançar una versió millorada de blackshades poc després del llançament original de la versió principal, quan es piratejaven organitzacions com Octagonun i Cyber-Sec., aleshores va decidir desenvolupar funcions especials per a acoblar-se al programari, com indetectabilidad, inundació DDoS/TCP i funcions de persistència de porta posterior.
Segons els informes, Blackshades es pot fer servir de manera remota per a accedir a un ordinador infectat sense autorització. Blackshades permet als hackers realitzar moltes accions en una computadora infectada de manera remota sense autorització, inclosa la capacitat de:
- Accedir i modificar arxius en la computadora de la víctima.
- Registrar les pulsacions de tecles en la computadora de la víctima.
- Accedir a la webcam de la víctima.
- Fer que totes les computadores infectades estiguin subordinades als comandos d'atac DDoS, usant-les com a robots per a dur a terme atacs extremadament efectius contra els objectius.
- Descarregar i executar arxius en la computadora de la víctima.
- Usar la computadora de la víctima com un servidor proxy.

Segons els informes, Blackshades es pot fer servir per hackers amb poca experiència o per script kiddies, pirates informàtics que utilitzen programes desenvolupats per uns altres per a atacar sistemes informàtics.
Blackshades també pot actuar com ransomware. Els pirates informàtics que fan servir Blackshades poden restringir l'accés a l'ordinador de la víctima i exigir que es pagui un rescat al pirata informàtic perquè s'aixequi la restricció.

## Detecció i eliminació
Hi ha una gran quantitat de programes antivirus que poden detectar i eliminar Blackshades amb èxit; no obstant això, els pirates informàtics que utilitzen el programari Blackshades generalment eviten la detecció d'infeccions de Blackshades mitjançant l'ús de programari que ofusca el binari Blackshades per a evitar la detecció per part dels programes antivirus, que l'organització Blackshades també va vendre juntament amb el programari Blackshades.

## Blackshades en els mitjans de comunicació
En 2012, Citizen Lab i EFF van informar sobre l'ús de Blackshades per atacar a les forces d'oposició a Síria.
En 2015, Stefan Rigo de Leeds va rebre una sentència suspesa de 40 setmanes per utilitzar BlackShades contra 14 persones, 7 de les quals coneixia personalment. S'informa que va pagar pel software amb la targeta de pagament de la seva ex novia.

## Repressió del FBI
En 2012, l'FBI va realitzar una operació encoberta anomenada "Operació Botiga de targetes", que va conduir a 24 arrestos de hackers en vuit països. Un dels arrestats va ser Michael Hogue (també conegut com xVisceral en les comunitats de hackers en línia). Hogue, co-creador de Blackshades, va ser arrestat i acusat de càrrecs menors de 18 O.S.C. § 1030 .18 O.S.C.  , més comunament coneguda com la Llei d'Abús i Frau Informàtic. Va ser sentenciat a cinc anys de llibertat condicional, 20 anys de presó suspesa.
L'any 2014, l'FBI duc a terme una operació mundial amb l'objectiu de combatre l'ús del malware, la qual cosa va resultar en l'arrest de gairebé cent persones en dinou països. El 19 de maig, es van presentar càrrecs als Estats Units contra cinc persones: dos homes identificats com a desenvolupadors de Blackshades i altres tres homes que van vendre el programa o el van usar per a infiltrar-se en les computadores d'altres persones. Es van realitzar exactament 359 registres de domicili i s'han confiscat més de 1.100 dispositius electrònics com a part de l'operació. Segons l'FBI, més de 500.000 computadores en més de 100 països van ser infectades pel malware. Blackshades es venia típicament per US $ 40 i, segons s'informa, va generar US $ 350,000 en vendes.